# Clinton (Illinois)
Clinton is een plaats (city) in de Amerikaanse staat Illinois, en valt bestuurlijk gezien onder De Witt County.

## Demografie
Bij de volkstelling in 2000 werd het aantal inwoners vastgesteld op 7485. In 2006 is het aantal inwoners door het United States Census Bureau geschat op 7331, een daling van 154 (-2,1%).

## Geografie
Volgens het United States Census Bureau beslaat de plaats een oppervlakte van 6,9 km², geheel bestaande uit land. Clinton ligt op ongeveer 227 m boven zeeniveau.

## Plaatsen in de nabije omgeving
De onderstaande figuur toont nabijgelegen plaatsen in een straal van 20 km rond Clinton.